# Marcell Coetzee
Pour les articles homonymes, voir Coetzee.

a Compétitions nationales et continentales officielles uniquement.

b Matchs officiels uniquement.
Dernière mise à jour le 8 janvier 2022.
Marcell Cornelius Coetzee, né le 8 mai 1991 à Potchefstroom, est un joueur sud-africain de rugby à XV évoluant au poste de troisième ligne aile ou de troisième ligne centre. Il compte 31 sélections avec l'équipe d'Afrique du Sud de rugby à XV et évolue avec le club japonais des Kobelco Kobe Steelers en Top League.

## Biographie
Marcell Coetzee fait ses débuts avec la province des Natal Sharks lors de la Vodacom Cup en 2011. La même année, il fait ses premières apparitions avec les Sharks dans le Super 15. Il devient titulaire la saison suivante où il dispute 19 rencontres avec la franchise sud-africaine. Au mois de juin, il est appelé dans le groupe sud-africain pour la tournée qui voit les Springboks affronter les Anglais à trois reprises. Il dispute les trois test matchs pour un bilan de deux victoires et un match nul. Puis les Sharks obtiennent leur qualification pour la phase finale du Super 15. Marcell Coetzee et les siens éliminent les Queensland Reds en barrage puis les Stormers en demi-finale avant de s'incliner lourdement contre les Chiefs en finale sur le score de 37 à 6. Il est ensuite retenu dans le groupe appelé pour disputer le The Rugby Championship. Titulaire lors de la première rencontre contre l'équipe d'Argentine, il marque son premier essai international pour une large victoire 27 à 6.
En fin d'année 2022, bien qu'ayant commencé la saison 2022-2023 d'United Rugby Championship sous le maillot des Bulls, il signe un contrat d'une saison avec le club japonais des Kobelco Kobe Steelers évoluant en Top League. Dès la fin de la saison au Japon, il doit revenir aux Bulls à la fin avril ou début mai pour finir la saison avec eux.

## Palmarès

### En club/franchise/province
- Finaliste de la Currie Cup en 2011, 2012 avec les Natal Sharks

- Finaliste du Super 15 en 2012 avec les Sharks
- Vainqueur de la Currie Cup en 2013 avec les Natal Sharks et en 2021 avec les Blue Bulls
- Finaliste du Pro14 en 2019 avec l'Ulster et 2022 avec les Bulls
- Finaliste de la Pro14 Rainbow Cup avec les Bulls en 2021

### En sélection nationale
- Vainqueur du Rugby Championship en 2019

## Style de jeu
Marcell Coetzee est régulièrement comparé à François Louw de par son style de jeu et sa capacité à évoluer à tous les postes de la troisième ligne. À l'instar de son aîné, il s'agit d'un joueur très puissant qui sollicite régulièrement la défense adverse. En effet, son activité et son adresse balle en main lui permettent de régulièrement se proposer pour attaquer la ligne et faire gagner des mètres à son équipe. Mais sa dimension physique se manifeste également dans les séquences défensives où il excelle dans le registre de plaqueur-gratteur.[réf. nécessaire]

## Statistiques en équipe nationale
Au 8 janvier 2023, Marcell Coetzee compte 31 sélections sous le maillot des Springboks, inscrivant un total de 30 points, six essais. Il a été sélectionné pour la première fois avec les Springboks le 9 juin 2012 à Durban contre l'équipe d'Angleterre.
Il dispute quatre éditions du The Rugby Championship, en 2012, 2014, 2015 et 2019.